# Ciclone Dora
O ciclone tropical intenso Dora (designação do JTWC: 10S; também conhecido simplesmente como ciclone Dora) foi um intenso ciclone tropical intenso que esteve ativo durante o final de Janeiro e o começo de Fevereiro de 2007 no Oceano Índico sudoeste. Sendo o sétimo ciclone tropical, o quarto sistema tropical nomeado e o segundo ciclone tropical intenso da temporada de ciclones no Oceano Índico sudoeste de 2006-07, Dora formou-se de uma perturbação tropical próximo a Diego Garcia em 26 de Janeiro e seguiu para o sul, fazendo zig zags antes alcançar seu pico de intensidade com ventos máximos sustentados de 215 km/h, segundo o JTWC, ou 195 km/h, segundo o CMRE de Reunião. Durante a segunda semana de Fevereiro, Dora se enfraqueceu e encontrando condições desfavoráveis, tornou-se um ciclone extratropical em 9 de Fevereiro, dissipando-se completamente três dias mais tarde.
Como o ciclone manteve-se distante da costa, Dora não causou fatalidades ou prejuízos. Apenas a pequena ilha de Rodrigues emitiu um aviso de ciclone assim que o ciclone fez a sua aproximação máxima da ilha em 6 de Fevereiro.

## História meteorológica

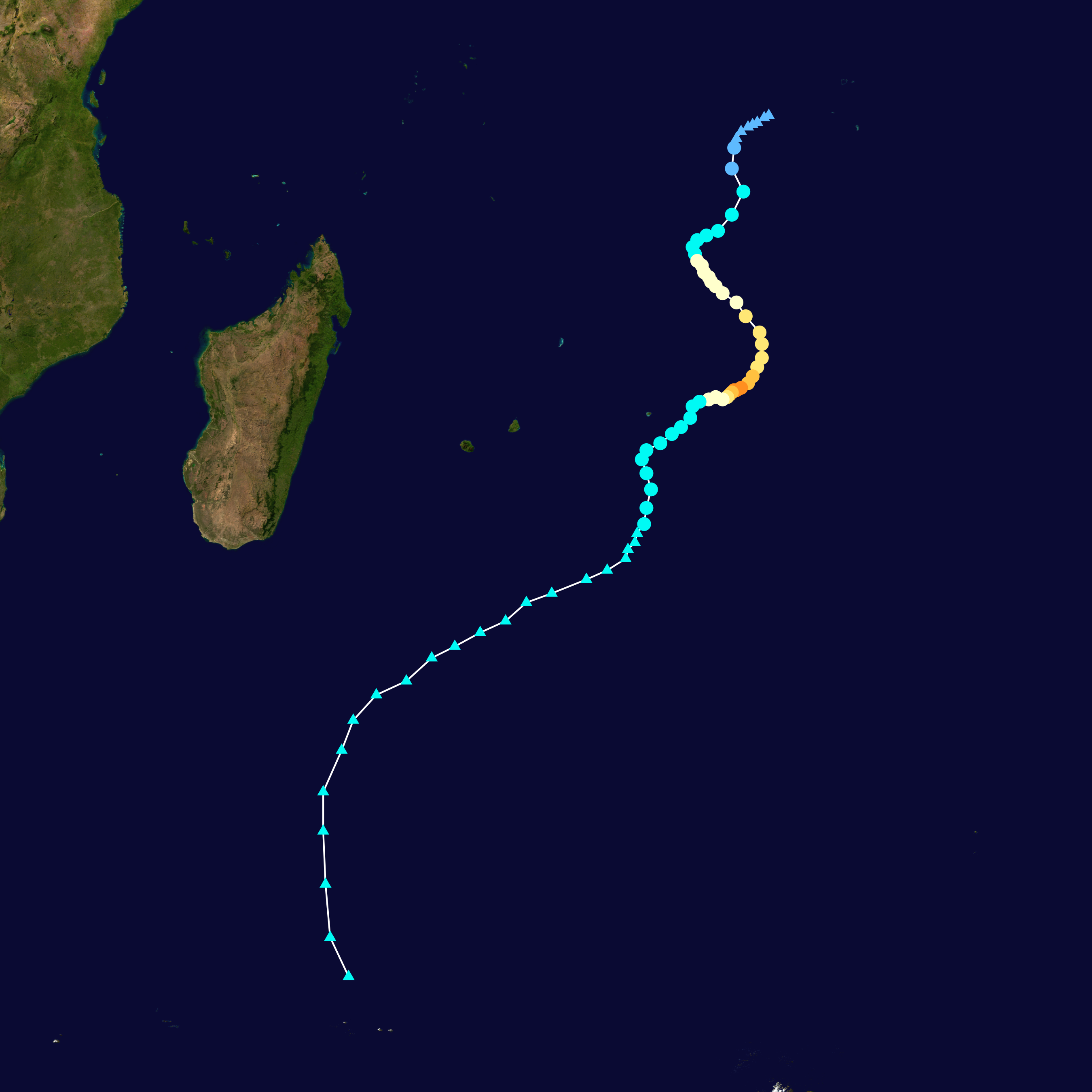
O caminho de Dora

A área de convecção que viria dar origem ao ciclone Dora formou-se em 24 de Janeiro, a cerca de 170 km a oés-sudoeste de Diego Garcia, Território Britânico do Oceano Índico. O Joint Typhoon Warning Center (JTWC) começou a monitorar o sistema como uma perturbação tropical em 26 de Janeiro. Segundo o JTWC, naquele momento havia bandas de tempestade na periferia noroeste do centro ciclônico do sistema. Também, havia pouco cisalhamento do vento e boa divergência de altos níveis. Em 28 de Janeiro, o Centro Meteorológico Regional Especializado (CMRE) de Reunião começou a monitorar o sistema como uma perturbação tropical, atribuindo-lhe a designação 07R. Pouco depois, com a continua intensificação do sistema, o JTWC emitiu um alerta de formação de ciclone tropical, dizendo sobre a possibilidade do sistema se tornar um ciclone tropical significativo em menos de 24 horas. O estabelecimento de um anticiclone acima do sistema proporcionava favoráveis fluxos externos e o centro ciclônico ficou mais bem definido. Com isso, o JTWC classificou o sistema para o ciclone tropical 10S e emitiu o primeiro aviso regular sobre o sistema. Naquele momento, o centro do ciclone localizava-se a 630 km a sudoeste de Diego Garcia. Durante a madrugada de 29 de Janeiro, o CMRE de Reunião classificou o sistema para uma depressão tropical.

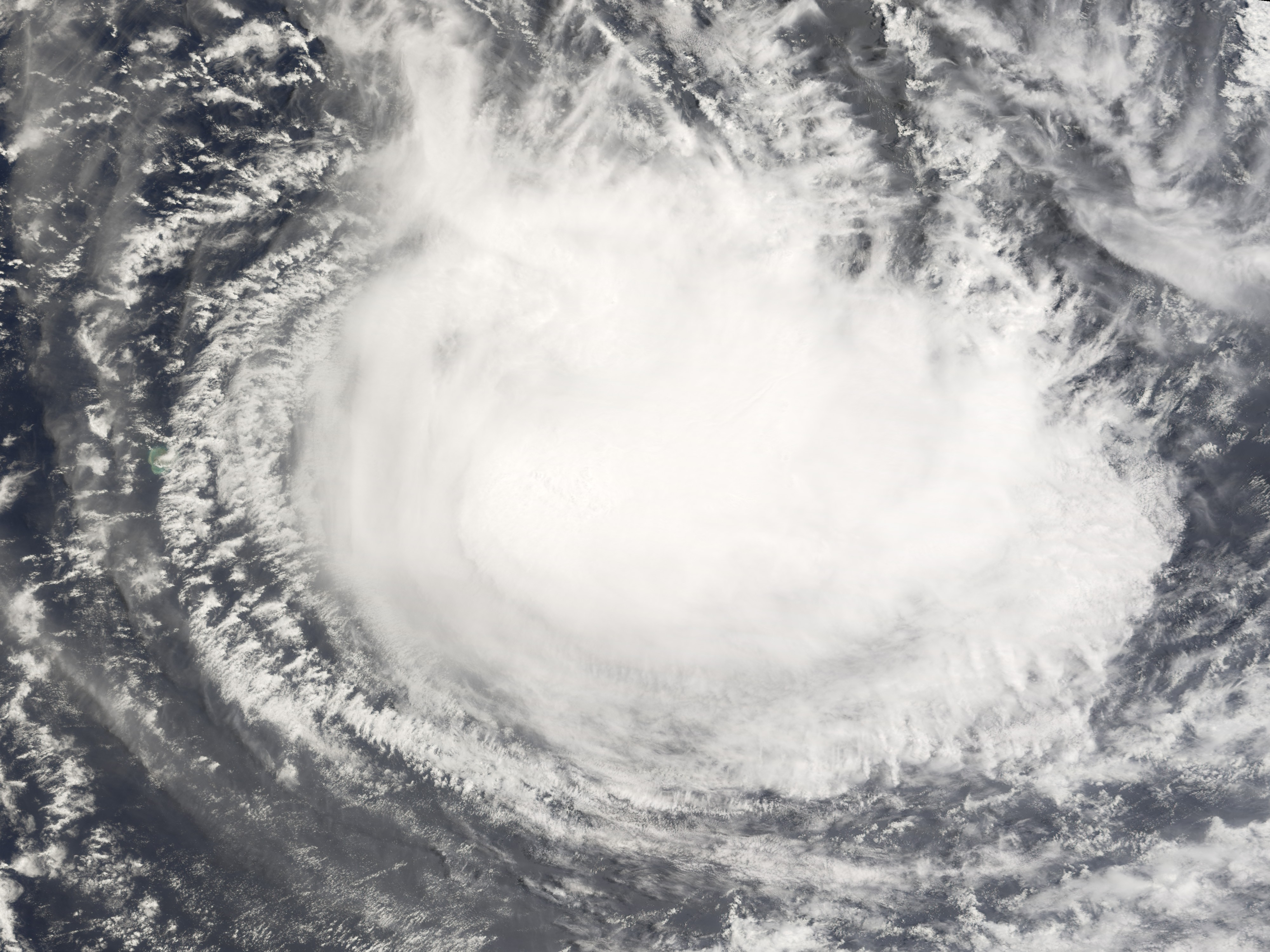
O ciclone Dora em 5 de Fevereiro

Com excelentes fluxos externos setentrionais, o sistema continuou a se intensificar gradualmente e ao meio-dia (UTC) de 29 de Janeiro, o Centro de Aviso de Ciclone Tropical de Maurício classificou a depressão para uma tempestade tropical moderada, atribuindo-lhe o nome Dora, que foi submetido à lista de nomes de ciclones pelo Madagascar. Naquele momento, Dora movia-se para sul-sudoeste ao longo da periferia sudoeste de uma área de alta pressão equatorial. A partir de então, Dora começou a se intensificar mais rapidamente e no começo da madrugada de 30 de Janeiro, o CMRE de Reunião classificou o sistema para uma tempestade tropical severa. No entanto, a partir de então Dora começou a se intensificar lentamente, embora continuamente. Durante a manhã de 1 de Fevereiro, o CMRE de Reunião classificou Dora para um ciclone tropical (intensidade equivalente a de um furacão). Naquele momento, o centro de Dora localizava-se a 665 km a norte-noroeste de Rodrigues, pequena ilha no Oceano Índico central pertencente a Maurício. Naquele momento, o ciclone movimentava-se lentamente para o sul, sob a influência competitiva de uma área de alta pressão quase equatorial ao seu nordeste e de uma alta subtropical ao seu sul.Dora continuava a se intensificar, mas muito lentamente, devido ao ar estável trazido por um cavado que passou ao seu sul. Por volta deste momento, Dora sofreu um ciclo de substituição da parede do olho e tornou-se um ciclone tropical anular em 2 de Fevereiro. Continuando a se fortalecer lentamente, Dora tornou-se um ciclone tropical intenso, segundo o CMRE de reunião durante a noite de 2 de Fevereiro e alcançou seu pico de intensidade durante a manhã (UTC) de 3 de Fevereiro, com ventos máximos sustentados de 215 km/h, segundo o JTWC, ou 185 km/h, segundo o CMRE de Reunião. Dora manteve o pico de intensidade por cerca de 12 horas, antes de começar a se enfraquecer assim que continuava a seguir para sudoeste.
A partir de então, Dora começou a se enfraquecer rapidamente assim que um anticiclone em fortalecimento ao seu sudeste começou a injetar ar mais frio e seco para o centro do ciclone. Com isso, no começo da madrugada de 5 de Fevereiro, o CMRE de Reunião desclassificou Dora para uma tempestade tropical severa. No entanto, a intensidade de Dora manteve-se nivelada por cerca de 36 horas. Com a continua competição de influências entre a alta subtropical e a área de alta pressão quase equatorial, Dora movia-se erraticamente e em 6 de Fevereiro, Dora deslocava-se para oeste, passando a 165 km da pequena ilha Rodrigues no começo da madrugada daquele dia. No entanto, Dora começou a seguir para sudoeste, direção que Dora seguiu até o final de seu ciclo de vida. Assim que o ciclone seguia para latitudes mais altas, encontrava mais cisalhamento do vento e ar seco, que causou o enfraquecimento adicional do sistema. Ao meio-dia de 6 de Fevereiro, o CMRE desclassificou o sistema para uma tempestade tropical moderada. A partir de então Dora encontrou a zona baroclínica e começou a se tornar um ciclone extratropical. O sistema ainda mantinha-se como tropical ainda por mais três dias. Durante a madrugada (UTC) de 9 de Fevereiro, Dora tornou-se completamente extratropical e o JTWC emitiu seu aviso final sobre o sistema. O CMRE de Reunião ainda manteve avisos regulares sobre o sistema extratropical remanescente de Dora até às 18:00 (UTC) de 12 de Fevereiro, quando o sistema dissipou-se completamente a mais de 1.800 km a sudoeste de Reunião.

## Preparativos e impactos
Como o ciclone manteve-se distante da costa durante todo o seu período de Existência, Dora não provocou qualquer tipo de impacto. Apenas a ilha Rodrigues emitiu um alerta de ciclone classe 2 quando Dora aproximou-se da ilha em 6 de Fevereiro. Portanto, nenhuma fatalidade ou prejuízo foi atribuído à passagem do ciclone.